# Marmylida
Marmylida is een geslacht van kevers uit de familie bladsprietkevers (Scarabaeidae). Het geslacht werd voor het eerst wetenschappelijk beschreven in 1880 door Thomson.

## Soorten
- Marmylida desfontainei Antoine, 1998
- Marmylida euparypha (Gerstaecker, 1871)
- Marmylida hilaris (Westwood, 1874)
- Marmylida hilaroides Rigout, 1984
- Marmylida impressa (Goldfuss, 1805)
- Marmylida marginella (Fabricius, 1775)